# 長尾景人
長尾 景人（ながお かげひと）は、室町時代後期の武将。山内上杉家の家臣である足利長尾氏の祖。下野国勧農城城主。
通称は新五郎。官職は但馬守。

## 略歴
長尾実景の次男として誕生。享徳3年（1454年）12月に父と兄・景住が関東管領・上杉憲忠と共に足利成氏に殺害された為、家督を継いで上杉憲忠の弟・房顕に仕えて成氏と戦った（享徳の乱）。長禄3年（1459年）の太田庄の戦いにも参戦している。
寛正6年（1465年）、房顕の推挙で室町幕府から下野足利荘の代官に任命された。翌文正元年（1466年）年11月、足利荘に入部し、勧農城を拠点とした。以後、景人の一族は足利長尾氏と呼ばれるようになる。
上杉氏はここを拠点にして応仁2年（1468年）の上野国での綱取原合戦、文明3年（1471年）には下野に出陣、古河城を落としている。景人はこれらの合戦に加わったが、翌年になると成氏の反撃によって足利荘に攻め込まれた。
文明4年（1472年）、死去。享年は28と推定される。法名は積翁常善。墓所は長林寺（足利市西宮町）。
嫡男・定景が跡を継いだ。